# Como Ser Solteira
How to Be Single (bra/prt: Como Ser Solteira) é um filme de comédia romântica produzido nos Estados Unidos, dirigido por Christian Ditter e lançado em 2016. Escrito por Abby Kohn, Marc Silverstein e Dana Fox, baseado no romance homônimo de Liz Tuccillo. É estrelado por Dakota Johnson, Rebel Wilson, Alison Brie, Leslie Mann, Damon Wayans Jr., Anders Holm, Nicholas Braun, Jake Lacy e Jason Mantzoukas. Foi lançado em 12 de fevereiro de 2016, pela Warner Bros. Pictures.

## Elenco
- Dakota Johnson como Alice Kepley, irmã de Meg e amiga e colega de trabalho de Robin
- Rebel Wilson como Robin, amigo e colega de trabalho de Alice
- Leslie Mann como Meg Kepley, irmã de Alice
- Damon Wayans, Jr. como David Stone, o interesse amoroso de Alice
- Anders Holm como Tom, um barman
- Alison Brie como Lucy, esposa de George
- Nicholas Braun como Josh, o interesse amoroso de Alice
- Jake Lacy como Ken, interesse amoroso de Meg
- Jason Mantzoukas como George, interesse amoroso de Lucy depois esposa
- Colin Jost como Paul
- Brent Morin como o encontro de Lucy

## Produção
Os direitos cinematográficos do romance de Liz Tuccillo foram adquiridos em 2008, no mesmo ano da publicação dos livros. Drew Barrymore foi inicialmente anexada como diretora, no entanto, foi substituída em 2013 por Christian Ditter.
Lily Collins estava no início das negociações em 24 de fevereiro de 2014, para se juntar ao elenco do filme. Alison Brie estava conversando para se juntar ao filme em 19 de junho de 2014. Dakota Johnson, Rebel Wilson e Leslie Mann foram escaladas para o filme em 29 de janeiro de 2015. Damon Wayans, Jr. foi adicionado ao elenco em 6 de março de 2015. Jason Mantzoukas e Nicholas Braun também foram escalados, em 14 de abril de 2015; Braun interpretou o interesse amoroso do personagem de Johnson, enquanto Mantzoukas interpretou o interesse amoroso de Brie. Anders Holm foi escalado como Tom, e artista do Saturday Night Live Colin Jost também foi escalado para um papel de apoio.
A filmagem principal começou em 20 de abril, 2015, em Nova York, e terminou em 25 de junho de 2015.

## Lançamento

### Bilheteria
Como Ser Solteira arrecadou US$ 46,8 milhões nos Estados Unidos e Canadá e US$53,1 milhões em outros territórios, num total mundial de US$ 100 milhões, contra um orçamento de produção estimado em US$ 38 milhões.
O filme estreou ao lado de Deadpool e Zoolander 2 e durante o fim de semana de quatro dias do dia do presidente foi projetado para arrecadar entre 20 e 25 milhões de dólares de 3.343 cinemas. O filme faturou US$ 700 mil com as exibições de quinta à noite e US$ 5,3 milhões no primeiro dia. Ele arrecadou US$ 17,9 milhões em seu fim de semana de estréia, terminando em terceiro nas bilheterias atrás de Deadpool (US$ 132,8 milhões) e Kung Fu Panda 3 (US$ 19,8 milhões). Em seu segundo final de semana, o filme faturou US$ 8,2 milhões (uma queda de 54%), terminando em quinto nas bilheterias.

## Resposta crítica
No Rotten Tomatoes, o filme tem uma classificação de aprovação de 47% com base em 156 críticas, com uma classificação média de 5,2/10. O consenso crítico do site diz: "How to Be Single apresenta o esboço aproximado de uma rom-com feminista, mas se entrega de bom grado às convenções de gênero que deseja subverter". Em Metacritic, o filme tem uma pontuação de 51 em 100, com base em 32 críticos, indicando "críticas mistas ou médias". As audiências consultadas pelo CinemaScore deram ao filme uma nota média de "B" na escala A+ a F.
Richard Roeper, do Chicago Sun Times, deu ao filme três e meia das quatro estrelas, elogiando o elenco e o roteiro de apoio do filme.

### Prêmios e indicações
O People's Choice Awards nomeou Como Ser Solteira como Filme Cômico Favorito, mas perdeu para Bad Moms.